# 러시아 문화부
러시아 연방 문화부(러시아어: Министерство культуры Российской Федерации; Минкультуры России)는 러시아 연방에 있는 문화업무를 담당하는 정부 기관의 하나이다.